# Liste der denkmalgeschützten Objekte in Příšovice
Grundlage dieser Liste der denkmalgeschützten Objekte in Příšovice ist die ÚSKP-Liste (Ústřední seznam kulturních památek České republiky, deutsch Zentrale Liste der Kulturdenkmäler der Tschechischen Republik), die von der tschechischen Denkmalschutzbehörde NPÚ (Národní památkový ústav, deutsch Nationale Denkmalbehörde) seit 1987 geführt wird und an die seit dem Jahr 1850 geschaffenen Listen anschließt.

## Příšovice(Prischowitz)
| Lage | Objekt                                   | Beschreibung | ÚSKP-Nr.                  | Bild                                     |
| --- | ---------------------------------------- | --- | ------------------------- | ---------------------------------------- |
| Příšovice 3 (Standort)                                                                                   | Bauernhaus                               | Bauernhaus, genannt Mašeks Hütte | 42259/5-4415 Info Katalog | Bauernhaus                               |
| Příšovice 5, východní část pův. obce, severní strana komunikace (Standort)                               | Bauernhaus Nr. 5                         | Bauerngehöft | 47152/5-4416 Info Katalog | Bauernhaus Nr. 5                         |
| Příšovice če. 24, auf der Nordseite der Durchgangsstraße (Standort)                                      | Haus Nr. 24                              | Bauerngehöft | 32667/5-4417 Info Katalog | Haus Nr. 24                              |
| Příšovice 11, auf der Nordseite der Durchgangsstraße in der Ortsmitte (Standort)                         | Bauernhof                                | Bauerngehöft, genannt Bičíkůvs Bauernhof | 36593/5-4418 Info Katalog | Bauernhof                                |
| Příšovice 23, auf der Nordseite der Durchgangsstraße im nordwestlichen Teil des Ortes (Standort)         | Bauernhof                                | Bauerngehöft, genannt Holanův Bauernhof | 34740/5-4422 Info Katalog | Bauernhof                                |
| Příšovice 40 (Standort)                                                                                  | Ehem. Schmiede                           | Ehem. Schmiede | 14081/5-4423 Info Katalog | Ehem. Schmiede                           |
| Příšovice, vor Nr. 139 (Standort)                                                                        | Kruzifix                                 | Kruzifix | 19454/5-4424 Info Katalog | Kruzifix                                 |
| Příšovice, auf der Nordseite der Durchgangsstraße in der Ortsmitte (Standort)                            | Kapelle des hl. Wenzel                   | Wenzelskapelle | 10030/5-5611 Info Katalog | weitere Bilder                           |
| Příšovice, im nordwestlichen Teil des Dorfes zwischen der Eisenbahnlinie und der Autobahn D10 (Standort) | Siedlung aus der Spätsteinzeit           | ebene befestigte Wohnsiedlung – Siedlung aus der Spätsteinzeit, archäologische Spuren, jetzt durch eine Lagerhalle überbaut. Das Bild zeigt prähistorische Werkzeuge, die während der archäologischen Rettungsgrabung auf dem Gelände gefunden und im Sommer 2015 im Nordböhmischen Museum in Liberec im Rahmen der Ausstellung Leben und Tod in der Vorgeschichte der Öffentlichkeit vorgestellt wurden. | 105434 Info Katalog       | Siedlung aus der Spätsteinzeit           |
| Příšovice, OT Na Cecilce im östlichen Bereich des Dorfes (Standort)                                      | Grabungsstätte aus der späten Bronzezeit | Grabungsstätte aus der späten Bronzezeit, archäologische Spuren. Das Bild zeigt archäologische Funde aus einem Einäscherungsgrab des Ortes, die im Sommer 2015 im Rahmen der Ausstellung Leben und Tod in der Vorgeschichte im Nordböhmischen Museum in Liberec ausgestellt waren. | 102230 Info Katalog       | Grabungsstätte aus der späten Bronzezeit |
| Příšovice 19 (Standort)                                                                                  | Haus Nr. 19                              | Bauerngehöft, das Gebäude existiert nicht mehr | 52390/5-4419 Info Katalog | BW                                       |
| Příšovice 20 (Standort)                                                                                  | Scheune Nr. 20                           | Scheune und Hütte, zerstört | 25381/5-4420 Info Katalog | BW                                       |
| Příšovice 21 (Standort)                                                                                  | Haus Nr. 21                              | Bauerngehöft, in den 1960er Jahren zerstört, es wurde vom Gablonzer Künstler und Naturschützer Josef V. Scheybal in einer Zeichnung dokumentiert. | 47711/5-4421 Info Katalog | BW                                       |